# Seta 1st Generation
Le Seta 1st Generation est un système d'arcade créé par la société Seta en 1987.

## Description
Le Seta 1st Genearation est le premier système d'arcade créée par la société Seta.
Une PCB unique, comporte un Motorola 68000, c'est un Toshiba TMP68301 (c'est un M68000 modifié). Le son est géré par un processeur MOS M65C02 (seulement sur certains jeux) et une puce audio custom Seta X1-010 PCM ou OKI 6295 sauf ThunderCade qui utilise des Yamaha YM2203 et YM3812,.
Ce système a eu une durée de vie assez longue avec une liste de jeux conséquente.

## Spécifications techniques

### Processeur
- Motorola 68000 cadencé à 8 MHz ou 16 MHz

### Affichage
- Résolution :
  - 224 x 384
  - 384 x 224
  - 384 x 240
  - 240 x 384
- Palette couleurs : 512 ou  4608

### Audio
- MOS : M65C02 cadencé à 1 MHz
- Puce audio :
  - custom Seta X1-010 PCM cadencé à 16 MHz ou OKI 6295 cadencé à 1 MHz
  - Yamaha YM2203 et Yamaha YM3812 pour ThunderCade
- Capacité : Mono

## Liste des jeux
| Titre                                       | Développeur                       | Éditeur | Système             | Genre | Date |
| ------------------------------------------- | --------------------------------- | ------- | ------------------- | ----- | ---- |
| Arbalester                                  | Seta                              | Seta    | Seta 1st Generation |       | 1989 |
| Athena no Hatena ?                          | Athena                            | Seta    | Seta 1st Generation |       | 1993 |
| Blandia                                     | Allumer                           | Seta    | Seta 1st Generation |       | 1992 |
| Block Carnival / Thunder & Lightning 2      | Visco                             | Seta    | Seta 1st Generation |       | 1992 |
| Cal.50: Caliber Fifty                       | Athena / Seta                     | Seta    | Seta 1st Generation |       | 1989 |
| Crazy Fight                                 | Subsino                           | Seta    | Seta 1st Generation |       | 1996 |
| Daioh                                       | Athena                            | Seta    | Seta 1st Generation |       | 1993 |
| DownTown / Mokugeki                         | Seta                              | Seta    | Seta 1st Generation |       | 1989 |
| Dragon Unit / Castle of Dragon              | Seta                              | Seta    | Seta 1st Generation |       | 1989 |
| Eight Forces                                | Tecmo                             | Seta    | Seta 1st Generation |       | 1994 |
| Extreme Downhill                            | Sammy Industries Japan            | Seta    | Seta 1st Generation |       | 1995 |
| Gundhara                                    | Banpresto                         | Seta    | Seta 1st Generation |       | 1995 |
| International Toote                         | Coinmaster                        | Seta    | Seta 1st Generation |       | 1995 |
| J. J. Squawkers                             | Athena / Able                     | Seta    | Seta 1st Generation |       | 1993 |
| Jockey Club                                 | Seta / Visco                      | Seta    | Seta 1st Generation |       | 1990 |
| Kero Kero Keroppi no Issyoni Asobou         | Sammy Industries                  | Seta    | Seta 1st Generation |       | 1993 |
| Krazy Bowl American                         | Sammy                             | Seta    | Seta 1st Generation |       | 1994 |
| Mad Shark                                   | Allumer                           | Seta    | Seta 1st Generation |       | 1993 |
| Magical Speed                               | Allumer                           | Seta    | Seta 1st Generation |       | 1994 |
| Masked Riders Club Battle Race              | Tōei / Banpresto                  | Seta    | Seta 1st Generation |       | 1993 |
| Meta Fox                                    | Seta                              | Seta    | Seta 1st Generation |       | 1989 |
| Mobile Suit Gundam                          | Banpresto                         | Seta    | Seta 1st Generation |       | 1993 |
| Oishii Puzzle Ha Irimasenka                 | Sunsoft / Atlus                   | Seta    | Seta 1st Generation |       | 1993 |
| Orbs                                        | American Sammy                    | Seta    | Seta 1st Generation |       | 1994 |
| Pairs Love                                  | Athena                            | Seta    | Seta 1st Generation |       | 1991 |
| Pro Mahjong Kiwame                          | Athena                            | Seta    | Seta 1st Generation |       | 1994 |
| Quiz Kokology                               | Tecmo                             | Seta    | Seta 1st Generation |       | 1992 |
| Quiz Kokology 2                             | Tecmo                             | Seta    | Seta 1st Generation |       | 1993 |
| Rezon                                       | Allumer                           | Seta    | Seta 1st Generation |       | 1991 |
| SD Gundam Neo Battling                      | Banpresto / Sotsu Agency. Sunrise | Seta    | Seta 1st Generation |       | 1992 |
| Seta / Visco Roulette                       | Seta / Visco                      | Seta    | Seta 1st Generation |       |      |
| Sokonuke Taisen Game                        | Sammy Industries                  | Seta    | Seta 1st Generation |       | 1995 |
| Strike Gunner S.T.G                         | Athena / Tecmo                    | Seta    | Seta 1st Generation |       | 1991 |
| Thunder & Lightning                         | Seta                              | Seta    | Seta 1st Generation |       | 1990 |
| Thundercade / Twin Formation                | Seta / Taito                      | Seta    | Seta 1st Generation |       | 1987 |
| Twin Eagle: Revenge Joe's Brother           | Seta / Taito                      | Seta    | Seta 1st Generation |       | 1988 |
| U.S. Classic                                | Seta                              | Seta    | Seta 1st Generation |       | 1989 |
| Ultra Toukon Densetsu                       | Banpresto / Tsuburaya Prod.       | Seta    | Seta 1st Generation |       | 1993 |
| Ultraman Club - Tatakae! Ultraman Kyoudai!! | Banpresto / Tsuburaya Prod.       | Seta    | Seta 1st Generation |       | 1992 |
| War of Aero: Project MEIOU                  | Yang Cheng                        | Seta    | Seta 1st Generation |       | 1993 |
| Wiggie Waggie                               | Promat                            | Seta    | Seta 1st Generation |       | 1994 |
| Wit's                                       | Athena / Visco                    | Seta    | Seta 1st Generation |       | 1989 |
| Zing Zing Zip                               | Allumer / Tecmo                   | Seta    | Seta 1st Generation |       | 1992 |
| Zombie Raid                                 | American Sammy                    | Seta    | Seta 1st Generation |       | 1995 |